# ЛГБТ-спільнота
ЛГБТ-спільнота, квір-спільнота (англ. LGBT+-community, queer-community) — соціальна сукупність лесбійок, геїв, бісексуальних, трансгендерних, асексуальних, пансексуальних та інтерсекс-персон, квірів і небінарних осіб, людей з іншими сексуальними орієнтаціями, відмінними від гетеросексуальної, чи гендерними ідентичностями, відмінними від цисгендерної, або таких, сексуальна орієнтація чи гендерна ідентичність яких є невизначеними (ЛГБТ), що об'єднується спільними інтересами, проблемами і цілями. Загалом ЛГБТ — об'єднання всіх людей, існування яких не задовольняє «традиційних уявлень» про бінарну систему поділу суспільства на чоловіків і жінок, гетеронормативние бачення стосунків як відносин між двома людьми — чоловіком і жінкою, циснормативну теорію відповідності гендерної ідентичності біологічній статі та думку про «обов'язковість» сексуального потягу до інших людей (аллосексуальність). Вона складається з різних груп спілкування, громад, субкультурних течій, гей-кварталів і ЛГБТ-організацій. Сформована ЛГБТ-спільнота засобами ЛГБТ-активізму заклала основу руху за рівні права ЛГБТ-людей.

## Символіка
ЛГБТ-спільнота та рух за права ЛГБТ-людей мають свою власну символіку. Ці знаки, різні за походженням та сенсом, допомагають ЛГБТ-людям ідентифікувати себе, підвищують впевненість та самооцінку перед загрозою дискримінації та пригнічення від часто вороже налаштованого суспільства. Вони демонструють об'єднання спільноти, її відкритість, гордість та загальні цінності. ЛГБТ-символи відіграють важливу роль у створенні видимості спільноти, раніше маргіналізованої та непомітної. Найбільш відомі з них — веселковий прапор та Рожевий трикутник.
До другої половини XX століття в багатьох спільнотах вважали, що сексуальна орієнтація, яка відмінна від орієнтації більшості, є ознакою грішності чи хвороб, в багатьох країнах вона переслідувалась на законодавчому рівні. Гомосексуали були вимушені переховуватися, щоб уникнути знущань, позбавлення волі чи навіть насильницької смерті. Наприкінці 1960-х років на тлі активного розвитку контркультурного та феміністичного рухів, рухів за громадянські права темношкірих в США почалось самоусвідомлення ЛГБТ-спільноти та розвиток руху за права людини по відношенню ЛГБТ, що потребувало створення нових символів для самоідентифікації та маніфестації згуртованості.

## Рух за рівність прав
Рух за права сексуальних та гендерних меншин — громадянський суспільний рух, який намагається домогтися змін у законодавстві, які спрямовані на забезпечення та захист прав людини стосовно ЛГБТ-спільноти, сприяти соціальній адаптації його представників у суспільстві. Противники руху за рівність прав людей незалежно від сексуальної орієнтації та гендерної самоідентифікації — це різноманітні політичні та релігійні організації та ініціативи, які в сукупності визначаються як антигомосексуальний рух.
Права ЛГБТ-громадян різняться в залежності від країни — від легалізованих одностатевих шлюбів та одностатевих партнерств, до позбавлення волі чи смертної кари.
Закони, які мають позитивне відношення до ЛГБТ-громадян, включають (але не обмежуються) в себе: визнання державою одностатевих відносин, законне право відкрито служити в лавах Збройних сил, всиновлення чи адаптація дітей одностатевими сім'ями, прийняття міграційних та антидискримінаційних законів, упередження злочинів на ґрунті ненависті до представників ЛГБТ-спільноти та інше.
2020 року, через всеукраїнський карантин, ЛГБТ-фестиваль вирішили провести онлайн.

## Шлюбна рівноправність
Однією з основних цілей руху за рівноправність — це легалізація шлюбів між представниками однієї статі. Варто відрізняти одностатевий шлюб від «одностатевого громадянського партнерства» та інших форм одностатевих союзів, які юридично відрізняються від шлюбів та часто мають значні обмеження в порівнянні зі шлюбом.
Факт реєстрації шлюбу закріплює за парою різні специфічні права: право на спільно набутий побут, право на аліменти, права на спадщину, соціальне та медичне страхування, пільгове оподаткування та кредитування, право на прізвище, право не свідчити в суді проти свого партнера (чоловіка чи дружини), право виступати довіреною особою від імені партнера (чоловіка чи дружини) у випадку його недієздатності за станом здоров'я, право на розпоряджання тілом партнера (чоловіка чи дружини) у випадку смерті, право на спільне батьківство та виховання усиновлених дітей та інші права, яких позбавлені незареєстровані пари.
Противники одностатевих шлюбів стверджують, що за традицією та за релігійними нормами шлюб можуть брати лише чоловік та жінка, отже вимоги геїв та лесбійок визнати за ними таке ж право — абсурдні та мова тут іде не про рівноправ'я гомосексуалів та гетеросексуалів, а про надання гомосексуалам нового безпрецедентного права. Більшість країн світу такі шлюби не визнають, окрім Канади, Голландії, Іспанії, Франції, Німеччини, Португалії, Швеції, Норвегії, Ісландії, частини штатів США (загальнодержавного статусу не мають) та деяких інших.
Прихильники одностатевих шлюбів вказують, що реєстрація шлюбу — це юридична дія, незалежна від релігійної норми (в більшості сучасних держав юридичне та церковне оформлення шлюбних відносин проходять роздільно), і що закон повинен слідувати за суспільними змінами, які призводять до ліквідації нерівності між людьми, — як це і відбувається протягом останніх століть, коли поступово анулювались діючі раніше заборони на реєстрацію шлюбів (наприклад, між подружжям, що належать до різних соціальних прошарків, конфесій чи рас). При цьому вони бачать право на шлюб через призму природних прав людини, права на психічне та фізичне здоров'я, рівність перед законом.